# Plesiotapirus yagii
Il plesiotapiro (Plesiotapirus yagii) è un mammifero perissodattilo estinto, appartenente ai tapiridi. Visse nel Miocene inferiore - medio (circa 18 - 15 milioni di anni fa) e i suoi resti fossili sono stati ritrovati in Cina.

## Descrizione
Questo animale era decisamente più piccolo dei tapiri attuali, e se ne differenziava per alcuni aspetti della dentatura. Nei premolari superiori, il protocono e l'ipocono non erano completamente separati, e i cingoli sui premolari e i molari erano piuttosto sviluppati. In generale, l'aspetto di Plesiotapirus doveva ricordare quello di altri tapiri arcaici come Protapirus, ma al contrario di quest'ultimo le ossa nasali erano abbastanza arretrate, anche se non quanto quelle delle forme attuali: la proboscide in Plesiotapirus doveva essere presente, anche se piuttosto corta.

## Classificazione
Il genere Plesiotapirus venne istituito nel 1991 per accogliere la specie precedentemente descritta da Matsumoto nel 1921 come Palaeotapirus yagii, sulla base di frammenti di mandibola con denti e un molare superiore isolato, provenienti da terreni del Miocene inferiore - medio della Prefettura di Gifu in Cina. Successivi ritrovamenti più completi hanno permesso di comprendere come questa forma fosse a tutti gli effetti un tapiro arcaico, il più primitivo tra i tapiridi vissuti in Cina.